# 尚充仪
充仪尚氏（11世纪?—1050年），宋仁宗赵祯的宠妃。
尚氏因姿色美豔，封為美人，她的父亲因此封为殿直，赏赐无算，恩宠倾京师。她和另一個受宠的妃子杨美人，經常和郭皇后闹不愉快。明道二年（1033年），郭皇后与尚美人争宠，郭皇后打了亲自来劝導的仁宗，导致皇后被废，她和杨美人亦被遣送出宫。次年（景佑元年，1034年），郭皇后和尚美人皆被令出家修道，尚美人居洞真宫。后被召回，时在庆历五年（1045年）夏四月之前。皇祐二年（1050年）九月，尚氏去世，追赠充仪嫔。